# Ceratosaures (infraordre)
Els ceratosaures (Ceratosauria) són un grup de dinosaures al qual pertanyen tots aquells teròpodes que comparteixen un ancestre comú més recent amb Ceratosaurus que amb les aus. Actualment no hi ha consens respecte a quines espècies i característiques pertanyen a Ceratosauria. D'acord amb una teoria, Ceratosauria inclou els teròpodes del Juràssic superior al Cretaci superior Ceratosaurus, Elaphrosaurus i, Abelisaurus, trobat originàriament (es pensa que no exclusivament) a l'hemisferi sud. Tradicionalment, Ceratosauria incloïa els dinosaures des del Triàsic tardà al Juràssic inferior Coelophysoidea (Coelophysis. Dilophosaurus, etc.), fet que implica una divergència més antiga dels ceratosaures dels altres teròpodes. De totes maneres, estudis recents han mostrat que els celofisoideus no formen un clade amb els altres ceratosaures, i haurien de ser exclosos d'aquest grup.

## Classificació
- Infraordre Ceratosauria
  - Berberosaurus
  - Deltadromeus
  - Elaphrosaurus
  - Limusaurus
  -  ?Lukousaurus
  - Spinostropheus
  - Família Ceratosauridae
    - Ceratosaurus
    - Genyodectes

  - Família Bahariasauridae
    - Bahariasaurus

  - Superfamilia Abelisauroidea
    - Austrocheirus
    - Genusaurus
    - Ozraptor
    - Tarascosaurus
    - Família Abelisauridae
    - Família Noasauridae

### Filogènia
El cladograma segueix l'anàlisi fet per Xu Xing i col·legues, 2009.
|  | Limusaurus    |
|  |               |
|  | Elaphrosaurus |
|  |               |

|                | Ceratosaurus                                                  |
|                |                                                               |
| Abelisauroidea | \| \| Noasauridae \| \| \| \| \| \| Abelisauridae \| \| \| \| |
|                | \| \| Noasauridae \| \| \| \| \| \| Abelisauridae \| \| \| \| |
|                | Noasauridae                                                   |
|                |                                                               |
|                | Abelisauridae                                                 |
|                |                                                               |

|  | Noasauridae   |
|  |               |
|  | Abelisauridae |
|  |               |

|  | Limusaurus    |
|  |               |
|  | Elaphrosaurus |
|  |               |

|                | Ceratosaurus                                                  |
|                |                                                               |
| Abelisauroidea | \| \| Noasauridae \| \| \| \| \| \| Abelisauridae \| \| \| \| |
|                | \| \| Noasauridae \| \| \| \| \| \| Abelisauridae \| \| \| \| |
|                | Noasauridae                                                   |
|                |                                                               |
|                | Abelisauridae                                                 |
|                |                                                               |

|  | Noasauridae   |
|  |               |
|  | Abelisauridae |
|  |               |